# 6268 Версаль
6268 Версаль (6268 Versailles) — астероїд головного поясу, відкритий 22 вересня 1990 року.
Тіссеранів параметр щодо Юпітера — 3,561.
Названо на честь Версальського палацу (фр. Château de Versailles) — палацу у Версалі, колишньої резиденції французьких королів.